# Tommy James & the Shondells
Tommy James and the Shondells — американская поп-рок-группа, которая была образована в 1959 году для сопровождения 12-летнего вокалиста Томми Джеймса. Шесть лет спустя группа распалась, а Томми приступил к сольной карьере.
В 1965 году американские радиостанции неожиданно стали раскручивать песню «Hanky Panky», которая была выпущена синглом ещё до распада группы, но не привлекла тогда никакого внимания. Томми стали приглашать на телевидение, и он оперативно сформировал новый состав The Shondells. В июле 1966 года «Hanky Panky» сменила «Paperback Writer» The Beatles на вершине национального хит-парада продаж (Billboard Hot 100).
Томми Джеймс оказался неплохим автором песен, поскольку хиты в арсенале его группы не переводились до самого конца 1960-х. В 1968 году его рок-н-ролльная мелодия «Mony Mony» вскарабкалась на вершину британских чартов, а несколько месяцев спустя он вернулся на первую строчку американских чартов с психоделической балладой «Crimson and Clover», которая интересна новаторским использованием голосового синтезатора (вокодера).
В 1970 Томми вновь распустил команду, однако интерес к его творчеству возродился в 1987 году, когда на вершине американских чартов друг за другом побывали две кавер-версии его классических хитов — «I Think We’re Alone Now» (в исполнении Тиффани) и «Mony Mony» (в исполнении Билли Айдола). Возвращение интереса к группе подвигло Джеймса собрать новый ансамбль, который выступает под маркой The Shondells.

## Дискография
Альбомы
- Hanky Panky (1966)
- It's Only Love (1966)
- I Think We're Alone Now (1967)
- Something Special!:The Best of Tommy James & the Shondells (1967)
- Gettin' Together (1967)
- Mony Mony (1968)
- Crimson & Clover (1968)
- Cellophane Symphony (1969)
- The Best of Tommy James and the Shondells (1969)
- Travelin' (1970)
- Short Sharp Shots (1983)

Синглы
- 1964: «Hanky Panky» / «Thunderbolt»
- 1965: «Hanky Panky» / «Thunderbolt»
- 1966: «Hanky Panky»/ «Thunderbolt»
- 1966: «Lots of Pretty Girls» / «Say I Am (What I Am)» (#21)
- 1966: «It's Only Love»/ «Don't Let My Love Pass You By» (на поздних копиях заменена на «Ya! Ya!»)
- 1967: «I Think We’re Alone Now» / «Gone, Gone, Gone»
- 1967: «Mirage» / «Run Run Baby Run"
- 1967: «I Like the Way» / «Baby I Can't Take It No More»
- 1967: «Gettin' Together» / «Real Girl»
- 1967: «Out of the Blue» / «Love's Closing in on Me»
- 1968: «Get Out Now» / «Wish It Were You»
- 1968: «Mony Mony» / «One Two Three and I Fell»
- 1968: «Somebody Cares» / «Do Unto Me»
- 1968: «Do Something to Me» / «Gingerbread Man»
- 1968: «Crimson and Clover» / «I'm Taken» (промокопии), «Some Kind of Love» (копии для продаж)
- 1969: «Sweet Cherry Wine» / «Breakaway»
- 1969: «Crystal Blue Persuasion» / «I'm Alive»
- 1969: «Ball of Fire» / «Makin' Good Time»
- 1969: «She» / «Loved One»
- 1970: «Gotta Get Back to You» / «Red Rover»
- 1970: «Come to Me» / «Talkin' and Signifying»